# Підводні човни типу «CB»
| Підводні човни типу «CB»                                                                                                  | Підводні човни типу «CB»                                                                                  | Підводні човни типу «CB»                                                                                  |
| --- | --- | --- |
| Classe CB | | |
| | | |
| Трофейний надмалий підводний човен ВМС Югославії, колишній італійський «CB-20» типу «CB» у Технічному музеї Загреба. 2006 | | |
| Під прапором | Королівство Італія                                                                                        | Королівство Італія                                                                                        |
| Належність | Королівські військово-морські сили Італії                                                                 | Королівські військово-морські сили Італії                                                                 |
| Замовлення | 72 | 72 |
| Закладений | 24 | 24 |
| Спуск на воду | 24 | 24 |
| Введений до складу флоту                                                                                                  | 24 | 24 |
| На службі | 1941–1945                                                                                                 | 1941–1945                                                                                                 |
| Загибель | 6 | 6 |
| Бойовий досвід | Друга світова війна Битва на Середземному морі                                                            | Друга світова війна Битва на Середземному морі                                                            |
| Проєкт | | |
| Попередній проєкт | тип «CA»                                                                                                  | тип «CA»                                                                                                  |
| Наступний проєкт | тип «CC»                                                                                                  | тип «CC»                                                                                                  |
| Основні характеристики | | |
| Швидкість (надводна) | 7,5 вузлів                                                                                                | 7,5 вузлів                                                                                                |
| Швидкість (підводна) | 7 вузлів                                                                                                  | 7 вузлів                                                                                                  |
| Робоча глибина занурення                                                                                                  | 75 м | 75 м |
| Дальність плавання | 1000 миль на швидкості 4 вузли у надводному положенні 60 миль на швидкості 3 вузли у підводному положенні | 1000 миль на швидкості 4 вузли у надводному положенні 60 миль на швидкості 3 вузли у підводному положенні |
| Екіпаж | 4 офіцери та матроси                                                                                      | 4 офіцери та матроси                                                                                      |
| Розміри | | |
| Довжина найбільша (по КВЛ)                                                                                                | 15 м | 15 м |
| Ширина корпусу найб. | 3 м | 3 м |
| Середня осадка (по КВЛ)                                                                                                   | 2,1 м | 2,1 м |
| Водотоннажність надводна                                                                                                  | 36 т | 36 т |
| Водотоннажність підводна                                                                                                  | 45 т | 45 т |
| Силова установка | | |
| Дизель-електрична: 1 × дизельний двигун Isotta Fraschini 2 × електродвигун Brown, Boveri & Cie                            | | |
| Гвинти | 1 | 1 |
| Потужність | 90 к. с. (дизель) 100 к. с. (електродвигун)                                                               | 90 к. с. (дизель) 100 к. с. (електродвигун)                                                               |
| Озброєння | | |
| Торпедно- мінне озброєння                                                                                                 | 2 × 450-мм торпедних апаратів                                                                             | 2 × 450-мм торпедних апаратів                                                                             |

Підводні човни типу «CB» (італ. Classe CB) — тип італійських надмалих підводних човнів, розроблених Caproni та побудованих, починаючи з 1940 року, на замовлення Королівського флоту Італії, перш за все для цілей оборони портів і протичовнової війни.
Побудовані в 24 зразках, вони діяли під час Другої світової війни як на Середземноморському, так і на Чорноморському театрах, де досягли найбільших успіхів. Човни, що діяли в акваторії Чорного моря, були придбані Королівством Румунія під час перемир'я Італії з союзниками, але в 1944 році потрапили в руки Радянського Союзу і на короткий час були включені до Військово-морського флоту. Човни, що діяли в Середземному морі, залишалися під контролем Королівського флоту, який використовував їх разом із союзниками протягом періоду воєнних дій, але основна частина оперативних човнів типу CB була передана в розпорядження Національного республіканського флоту.

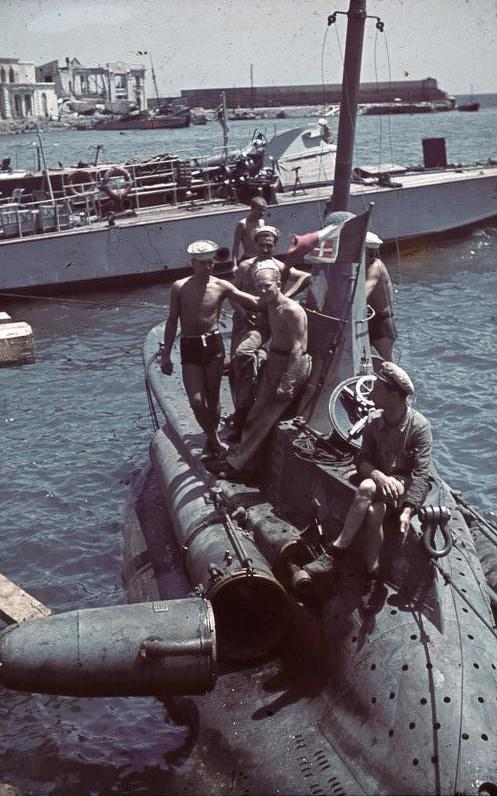
Італійський підводний човен типу «CB» у гавані окупованого Криму. 1942

## Історія
Підводні човни були спроектовані та побудовані Caproni. Вони використовувалися як підрозділи берегової оборони, будучи значним удосконаленням попереднього типу «СА». Кожний надмалий човен мав стандартну (надводну) водотоннажність 35,4 т і підводну — 44,3 т. Вони мали довжину 15 метрів, ширину 3 метри і осадку 2,05 метра. Рушійна установка складалася з одного дизельного двигуна Isotta Fraschini та одного електродвигуна Brown, Boveri & Cie, обидва генерували 97 кіловат (130 к.с.), приводячи в дію один вал, що дозволяло розвивати максимальну швидкість на поверхні до 7,5 вузлів (13,9 км/год) і під водою — 7 вузлів (13 км/год). Кожен човен був озброєний двома встановленими зовні 450-міліметровими торпедами, кожну трубу можна було перезавантажувати, не виймаючи корабель з води. Дві торпеди також можна було замінити двома мінами. Човен мав екіпаж з чотирьох осіб, яким допомагала в навігації невелика бойова рубка.

### Кампанія в Чорному морі
Перші шість човнів випуску 1941 року безуспішно використовувалися як мисливці за підводними човнами поблизу Неаполя та Салерно, поки не були переправлені в Чорне море залізницею після того, як нацистська Німеччина звернулася за підтримкою до ВМС Італії на Східному фронті. 25 квітня 1942 року вони вирушили і 2 травня прибули до румунського порту Констанца. З цих шести човнів було утворено 1-шу підводну ескадрилью (італ. Prima Squadriglia Sommergibili CB) під загальним командуванням Франческо Мімбеллі. Італійські підводники брали участь у бойових діях проти радянського Чорноморського флоту, CB-5 був потоплений під Ялтою в червні 1942 року радянською авіацією або міноносцем. Наприкінці 1942 року п'ять підводних човнів, що залишилися, були переобладнані на верфі Констанца в Румунії. 26 серпня 1943 року CB-4 торпедував і потопив радянський підводний човен типу «Щука» Щ-203. Також існує непідтверджена інформація що дії надмалих човнів типу «CB» стала причиною загибелі ще двох радянських субмарин: Щ-213 і С-32.
Після перемир'я між союзниками та Італією у вересні 1943 року п'ять чорноморських підводних човнів (CB-1, CB-2, CB-3, CB-4 і CB-6) були передані Королівському флоту Румунії. Усі вони були затоплені в Чорному морі в серпні 1944 року після перевороту короля Міхая I.
Чотири чорноморські підводні човни (CB-1, CB-2, CB-3 і CB-4) були підняті радянськими військами в серпні 1944 року і введені в експлуатацію 20 жовтня як ТМ-4, ТМ-5, ТМ-6 і ТМ-7. 16 лютого 1945 року їх зняли з експлуатації і згодом утилізували.

### Кампанія в Середземному морі
Друга ескадрилья (CB-7, CB-8, CB-9, CB-10, CB-11, CB-12) була укомплектована незадовго до перемир'я, у серпні 1943 року. Усі вони, крім CB-7 (пізніше канібалізованого на запчастини), перейшов на бік союзників. CB-13, CB-14, CB-15 і CB-16 були захоплені німцями, але всі, крім CB-16, були знищені внаслідок повітряних атак авіації союзників. CB-16 був приписаний до 10-ї флотилії Національного республіканського флоту, флоту Італійської Соціальної Республіки, але його екіпаж збунтувався і здав човен британцям. Остання укомплектована ескадрилья виконувала патрульні завдання та висаджувала диверсантів. CB-17 був затоплений під час повітряної атаки, CB-18 був затоплений її власним екіпажем, CB-19 був переданий союзникам, CB-20 був захоплений югославськими партизанами, CB-21 був випадково протаранений німецьким десантним кораблем і CB-22 був або затоплений унаслідок повітряної атаки, або затоплений власним екіпажем.